# Gaisruck (Gemeinde Zwettl-Niederösterreich)
Gaisruck ist ein abgekommener Ort in Zwettl-Niederösterreich.
Gaisruck befand sich zwischen Gerotten und Pötzles über den Kamp. Unmittelbar südlich liegt das Zisterzienserkloster Stift Zwettl. Der Ort ist heute nurmehr als Flurname erhalten und die ehemaligen Gründe wurden als Überländgründe unter den Bauern in Gerotten aufgeteilt. Im Grundbuch von 1823 wird das „Deckerhaus“ (das heutige Bundesheergebäude) an der Straße nach Pötzles als „Gaisruckhaus“ bezeichnet.

## Geschichte
Im Diplom von Konrad III. (HRR) vom Oktober 1139 wird der Ort als Gezesrucca erwähnt. Da es damals den Zisterziensern verboten war, zinszahlende Dörfer zu besitzen, wurde Gaisruck wohl ohne besondere Schwierigkeiten in einen Wirtschaftshof (Grangie) umgewandelt. Als jedoch die Grangien Edelhof, Ritzmannshof und Dürnhof errichtet wurden, die erstmals in der Papstbulle vom 30. Jänner 1210 genannt wurden, ließ man die Grangien Pötzles und Gaisruck wieder auf, denn der Stiftsmeierhof und der nahe Dürnhof machten sie entbehrlich. Eine Darstellung im Liber fundatorum zwetlensis monasterii (siehe Bärenhaut) zeigt einen kleinen Torbau mit Turm und der Umschrift „Gaisrukk quondam Grangia nunc destructa“ (Gaisruck, einst Grangie, nun zerstört). Daraus erschließt sich, dass auch das befestigte Dorf bereits im beginnenden 14. Jahrhundert abgekommen war.